# Správní obvod obce s rozšířenou působností Benešov
Správní obvod obce s rozšířenou působností Benešov je od 1. ledna 2003 jedním ze tří správních obvodů rozšířené působnosti obcí v okrese Benešov ve Středočeském kraji. Čítá 51 obcí, z toho 6 měst a 4 městyse.
Města Benešov, Sázava a Týnec nad Sázavou jsou obcemi s pověřeným obecním úřadem.

## Seznam obcí
Poznámka: Města jsou vyznačena tučně, městyse kurzívou, části obcí malince.
- Benešov (Baba, Bedrč, Benešov, Boušice, Buková Lhota, Červený Dvůr, Dlouhé Pole, Chvojen, Konopiště, Mariánovice, Okrouhlice, Pomněnice, Radíkovice, Úročnice, Vidlákova Lhota)
- Bukovany
- Bystřice (Božkovice, Bystřice, Drachkov, Hlivín, Hůrka, Jarkovice, Jeleneč, Jinošice, Jírovice, Jiřín, Kobylí a Plchov, Líšno, Líštěnec, Mlýny, Mokrá Lhota, Nesvačily, Opřetice, Ouběnice, Petrovice, Radošovice, Semovice, Strženec, Tožice, Tvoršovice, Vojslavice, Zahořany)
- Čakov (Čakov, Tatouňovice, Vlkov)
- Čerčany (Čerčany, Vysoká Lhota)
- Český Šternberk
- Čtyřkoly (Čtyřkoly, Javorník)
- Divišov (Dalovy, Divišov, Křešice, Lbosín, Měchnov, Radonice, Šternov, Zdebuzeves)
- Drahňovice
- Hvězdonice
- Chářovice
- Chleby
- Chlístov (Chlístov, Racek, Žabovřesky)
- Chocerady (Chocerady, Komorní Hrádek, Samechov, Vestec, Vlkovec)
- Choratice
- Chotýšany (Chotýšany, Křemení, Městečko, Pařezí)
- Chrášťany
- Kozmice (Kácova Lhota, Kozmice, Rousínov)
- Krhanice (Dolní Požáry, Krhanice, Prosečnice)
- Krňany (Krňany, Teletín, Třebsín)
- Křečovice (Brdečný, Hodětice, Hořetice, Hůrka, Krchleby, Křečovice, Lhotka, Nahoruby, Poličany, Skrýšov, Strážovice, Vlkonice, Zhorný, Živohošť)
- Lešany (Břežany, Lešany, Nová Ves)
- Litichovice
- Lštění (Lštění, Zlenice)
- Maršovice (Bezejovice, Dlouhá Lhota, Libeč, Maršovice, Mstětice, Podmaršovice, Řehovice, Strnadice, Tikovice, Vráce, Záhoří, Zahrádka, Zaječí, Zálesí 1.díl, Zálesí 2.díl, Zderadice)
- Mrač
- Nespeky (Ledce, Městečko, Nespeky)
- Netvořice (Dunávice, Lhota, Maskovice, Netvořice, Radějovice, Tuchyně, Všetice)
- Neveklov (Bělice, Blažim, Borovka, Dalešice, Doloplazy, Dubovka, Hůrka Kapinos, Chvojínek, Jablonná, Kožlí, Lipka, Mlékovice, Nebřich, Neštětice, Neveklov, Ouštice, Přibyšice, Radslavice, Spolí, Tloskov, Zádolí, Zárybnice)
- Ostředek (Bělčice, Mžižovice, Ostředek, Třemošnice, Vráž)
- Petroupim (Petroupec, Petroupim, Sembratec)
- Popovice (Kamenná Lhota, Kondratice, Mladovice, Pazderná Lhota, Popovice, Věžníčky)
- Poříčí nad Sázavou (Hvozdec, Poříčí nad Sázavou)
- Postupice (Buchov, Čelivo, Dobříčkov, Holčovice, Jemniště, Lhota Veselka, Lísek, Milovanice, Miroslav, Mokliny, Nová Ves, Postupice, Pozov, Roubíčkova Lhota, Sušice, Vrbětín)
- Přestavlky u Čerčan (Borka, Čistec, Doubravice 1.díl, Dubsko, Chlum, Přestavlky u Čerčan)
- Pyšely (Borová Lhota, Kovářovice, Nová Ves, Pyšely, Zaječice)
- Rabyně (Blaženice, Loutí, Měřín, Nedvězí, Rabyně)
- Řehenice (Babice, Barochov, Gabrhele, Křiváček, Malešín, Řehenice, Vavřetice)
- Sázava (Bělokozly, Černé Budy, Čeřenice, Dojetřice, Sázava)
- Soběhrdy (Mezihoří, Phov, Soběhrdy, Žíňánky, Žíňany)
- Stranný (Břevnice, Stranný)
- Struhařov (Babčice, Bořeňovice, Budkov, Býkovice, Dolní Podhájí, Hliňánky, Horní Podhájí, Jezero, Myslíč, Pecínov, Skalice, Struhařov, Střížkov, Svatý Jan, Věřice)
- Teplýšovice (Čeňovice, Humenec, Kochánov, Teplýšovice, Zálesí)
- Tisem
- Třebešice
- Týnec nad Sázavou (Brodce, Čakovice, Chrást nad Sázavou, Krusičany, Pecerady, Podělusy, Týnec nad Sázavou, Zbořený Kostelec)
- Václavice (Václavice, Vatěkov, Zbožnice)
- Vodslivy
- Vranov (Bezděkov, Bučina, Doubravice 2.díl, Klokočná, Mačovice, Naháč, Údolnice, Vranov, Vranovská Lhota)
- Vysoký Újezd (Větrov, Vysoký Újezd)
- Xaverov

## Obyvatelstvo
| Rok  | Obyv.  | ± %    |
| ---- | ------ | ------ |
| 1869 | 53 986 | —      |
| 1880 | 54 864 | +1,6 % |
| 1890 | 55 522 | +1,2 % |
| 1900 | 55 685 | +0,3 % |
| 1910 | 54 827 | −1,5 % |

| Rok  | Obyv.  | ± %    |
| ---- | ------ | ------ |
| 1921 | 53 658 | −2,1 % |
| 1930 | 54 579 | +1,7 % |
| 1950 | 49 426 | −9,4 % |
| 1961 | 50 842 | +2,9 % |
| 1970 | 49 507 | −2,6 % |

| Rok  | Obyv.  | ± %    |
| ---- | ------ | ------ |
| 1980 | 51 958 | +5 %   |
| 1991 | 51 893 | −0,1 % |
| 2001 | 52 647 | +1,5 % |
| 2011 | 57 655 | +9,5 % |
| 2021 | 62 325 | +8,1 % |